# LORA (оперативно-тактический ракетный комплекс)
LORA (англ. LOng-Range Artillery Missile) — оперативно-тактический ракетный комплекс с одноступенчатой твердотопливной баллистической ракетой, разработанный израильской компанией Israel Aircraft Industries (IAI). LORA может использоваться как в наземном, так и морском вариантах базирования, для поражения элементов инфраструктуры (узлы связи, электростанции и др.) и батарей ПВО в глубине территории противника.
После успешных испытаний на Средиземном море в марте 2004 года IAI, помимо ВС Израиля, предлагала данные системы Индии и Турции, однако интереса в приобретении LORA никто не проявил. Ракета размещается в герметичном ТПК и имеет срок хранения в полевых условиях до 7 лет. Комплекс транспортируется в виде пакета из четырёх ТПК.
Во время авиашоу Aero India в июне 2023 индийская компания Bharat Electronics подписала меморандум о взаимопонимании с IAI о лицензионном производстве LORA в Индии для поставки в индийские вооружённым силы.

## Боевое применение
В декабре 2017 российские и сирийские СМИ сообщили, что в Сирии ЗРПК «Панцирь-С1» сбил «Лору», запущенную Израилем по сирийской военной базе в городе Аль-Кисва. Комментариев израильских СМИ или министерства обороны не последовало.
Использовался Азербайджаном во Второй Карабахской войне.

## Тактико-технические характеристики
- Масса: 1,7 т
- Длина: 5 м
- Масса БЧ: 240, 400 (осколочно-фугасная), 600 кг (проникающая)
- Диаметр: 610 мм
- Дальность: 90—430 км
- Высота траектории: 45 км
- Система управления: ИНС комплексированная с GPS
- Точность (КВО): 10 м[6]

## На вооружении
- Азербайджан — 2 единицы, по состоянию на 2022 год[7]
- Индия
- Израиль — неизвестное количество[источник не указан 1072 дня]